# Saint-Paul-lès-Romans
Saint-Paul-lès-Romans – miejscowość i gmina we Francji, w regionie Owernia-Rodan-Alpy, w departamencie Drôme.
Według danych na rok 1990 gminę zamieszkiwało 1401 osób, a gęstość zaludnienia wynosiła 89 osób/km² (wśród 2880 gmin regionu Rodan-Alpy Saint-Paul-lès-Romans plasuje się na 601. miejscu pod względem liczby ludności, natomiast pod względem powierzchni na miejscu 728.).
Przez gminę przepływa rzeka Isère. 